# Gminny Stadion Sportowy w Zabierzowie
Gminny Stadion Sportowy – stadion piłkarski w Zabierzowie, w województwie małopolskim, w Polsce. Może pomieścić 2000 widzów. Swoje spotkania rozgrywają na nim piłkarze klubu Kmita Zabierzów. W sezonach 2006/07, 2007/08 i 2008/09 obiekt gościł występy tego zespołu na drugim poziomie rozgrywek ligowych (w sezonie 2008/09 jedynie w rundzie jesiennej, po której drużyna wycowała się z rozgrywek). Stadion był także jedną z aren turnieju finałowego Pucharu Regionów UEFA w 2005 roku. Rozegrano na nim dwa spotkania fazy grupowej tych zawodów.